# Crise das Tesouras
A Crise das Tesouras estourou em 1923, sendo a primeira crise econômica da URSS após a implantação da NEP. Essa crise recebeu esse nome porque num dos informes econômicos às reuniões do Partido, apresentado por Trotski, ele mostrou um gráfico em forma de tesoura. Nesse gráfico, duas retas cruzavam-se, uma declinante (representando a trajetória dos preços agrícolas) e outra ascendente (dos preços dos produtos manufaturados).

## A causa
A economia passava por reduções dos salários e supressões de empregos, que por sua vez motivaram uma onda de greves espontâneas. Esta nova situação provocou, no seio do partido, debates e conflitos que deram lugar a novos agrupamentos da oposição, dando origem a Oposição de Esquerda.
Mostrava que havia uma defasagem entre os preços dos produtos agrícolas e manufaturados decorrente da recuperação da produção agrária, proporcionada pela NEP que havia liberalizado o mercado, não acompanhada pelo volume de produtos das indústrias soviéticas, mas dependente da atuação do Estado soviético. A queda dos preços agrícolas
A situação econômica grave empurrou a perigosas tensões sociais na sociedade soviética e dentro do Partido fortalecendo que se constituissem um campo político liderado por Preobrajenski (economista, ex-comissário das Finanças e ex-secretário geral do Comitê Central do Partido), e outras figuras bolcheviques importantes e ilustres em torno de Trotski, à medida que concordavam com este, a respeito de suas críticas à linha política e econômica adotada pela direção do Partido, então sob comando de um bloco chamado de Troika liderado por (Stálin, Zinoviev e Kamenev).

## A Oposição
A oposição defendeu a necessidade de recuperar o parque industrial e acelerar a industrialização da URSS e implantar um planejamento centralizado e sóciocomunista para gerenciar e coordenar a economia soviética. A Oposição também apresentava a necessidade de re-estruturar o Partido e os órgãos do Estado como meio de ser a base para materializar a tendência da industrialização socialista.